# Zwölfaxing
Zwölfaxing is een gemeente in de Oostenrijkse deelstaat Neder-Oostenrijk, gelegen in het district Bruck an der Leitha (BL). De gemeente heeft ongeveer 1500 inwoners.

## Geografie
Zwölfaxing heeft een oppervlakte van 6,75 km². Het ligt in het noordoosten van het land, vlak bij de hoofdstad Wenen.
Van september 1954 tot en met december 2016 maakte Zwölfaxing deel uit van het district Wien-Umgebung (WU). Dit district werd per 1 januari 2017 opgeheven. Sinds deze datum hoort de gemeente Zwölfaxing bij het district Bruck an der Leitha.

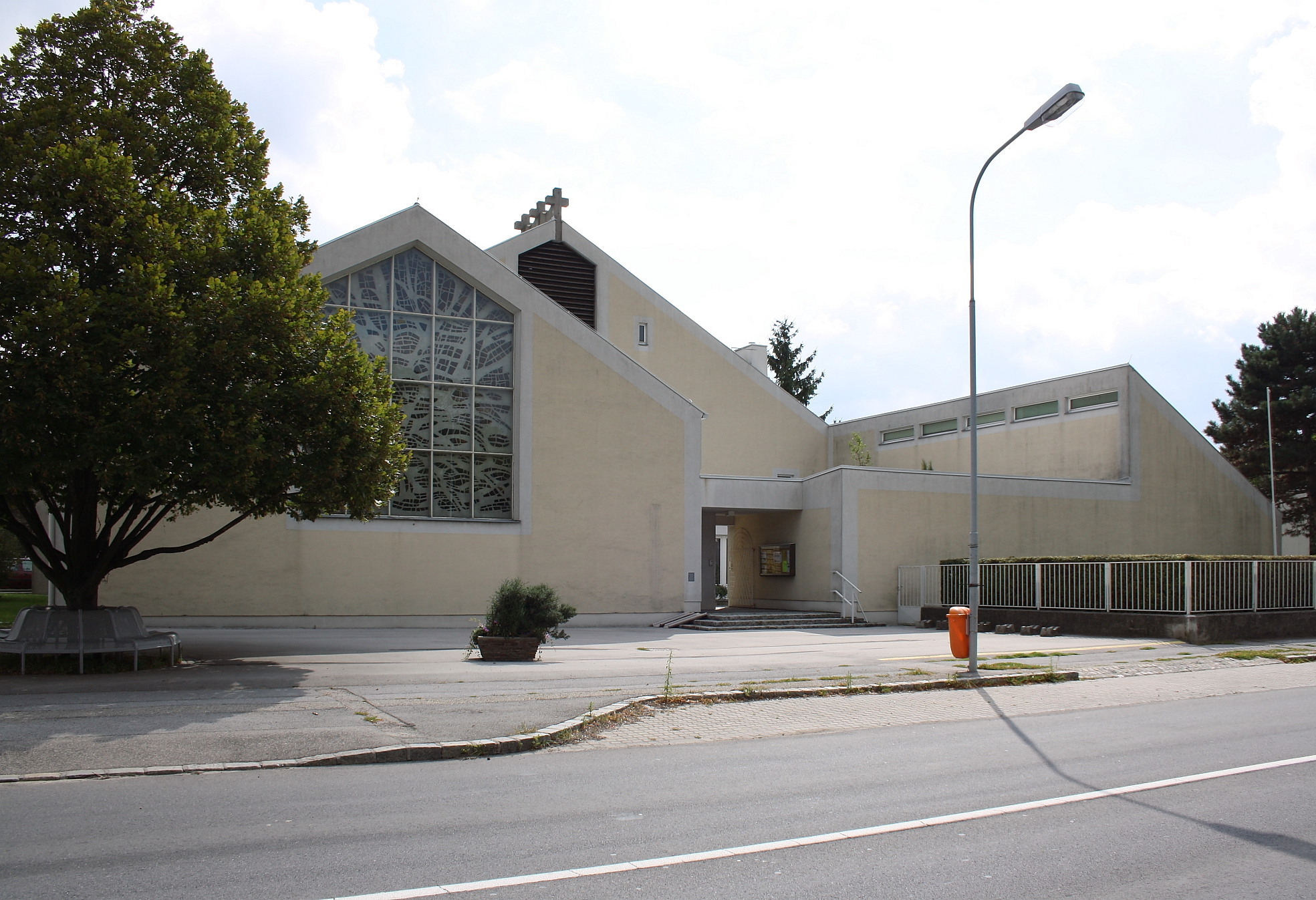
Kerk

Ebergassing · Fischamend · Gablitz · Gerasdorf bei Wien · Gramatneusiedl · Himberg · Klein-Neusiedl · Klosterneuburg · Lanzendorf · Leopoldsdorf · Maria Lanzendorf · Mauerbach · Moosbrunn · Pressbaum · Purkersdorf · Rauchenwarth · Schwadorf · Schwechat · Tullnerbach · Wolfsgraben · Zwölfaxing
- Gemeinsame Normdatei: 4109102-4
- Virtual International Authority File: 241476578
- WorldCat: E39PBJwD6gCRfkk8RBjMjyxRrq